# Dani Woodward
Dani Woodward (Livonia, Míchigan; 7 de marzo de 1984) es una actriz pornográfica estadounidense.

## Primeros años
Dani Woodward, aunque natural de su ciudad natal, se crio en la ciudad de Nueva York. Escogió su apellido artístico en honor a la avenida Woodward de Detroit.
Fue a la universidad y obtuvo el título auxiliar de médico, pero comenzó a perder interés en su trabajo de enfermera y en 2003 decidió comenzar a trabajar como actriz porno. Al comienzo de su carrera intentó ser contratada por la productora Vivid pero no lo consiguió, así que comenzó a trabajar por cuenta propia sin contratos ni compromisos de exclusividad con ninguna productora.
Realizó su primera escena junto a Mr. Marcus, para una producción de Simon Wolf.
A pesar de que ha rodado un gran número de escenas porno lanzadas al mercado en DVD, también ha trabajado enormemente para páginas de Internet como Naughty America y Netvideogirls. Gran parte de las escenas que Dani ha rodado pertenecen al género gonzo, pero a diferencia de otras actrices que trabajan sin contrato y que se dedican mayoritariamente al género gonzo, Dani no ha rodado escenas anales muy duras ni ha participado en escenas hardcore muy extremas.
Woodward anunció el 16 de enero de 2008 su retiro de la industria pornográfica, para trasladarse a San Diego, California, junto a su novia.

## Premios
- 2006 Premio AVN − Best Three-Way Sex Scene (Video) por Erotic Stories: Lovers and Cheaters (con Barrett Blade y Kurt Lockwood).[4]